# Альпийское сияние

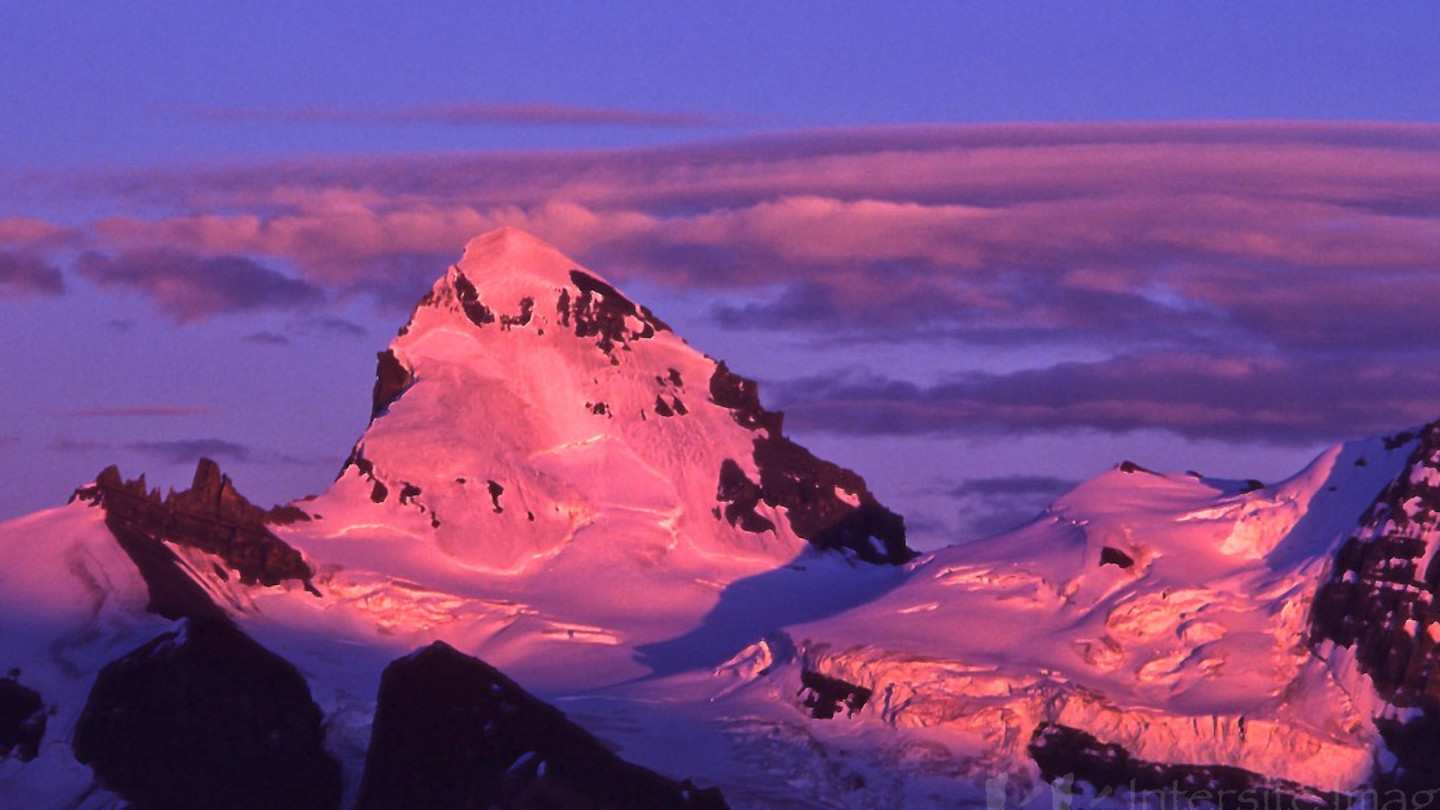
Альпийское сияние на горе Форбс в канадских Скалистых горах

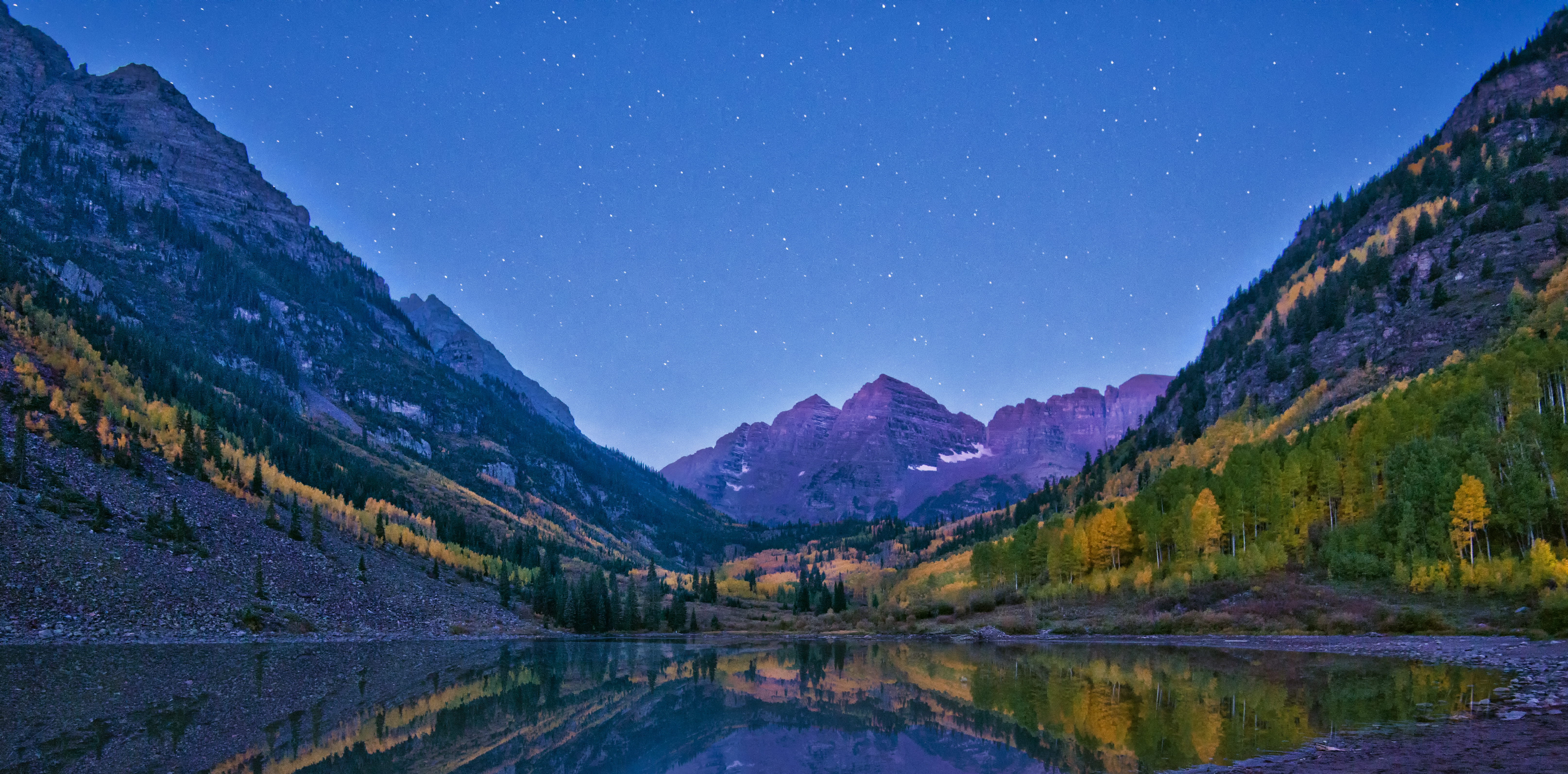
Альпийское сияние на рассвете, Maroon Bells и Maroon Lake, Колорадо. На небе всё ещё видны звёзды

Солнечный луч 1 — самый нижний из лучей, не видимых наблюдателю, для которого Солнце уже зашло. Солнечный луч 2 отражается в (снежных) облаках и виден наблюдателю

Альпийское сияние (англ. Alpenglow, от нем. Alpenglühen, также итал. enrosadira) — оптическое явление, которое проявляется как горизонтальное красноватое свечение около горизонта напротив Солнца, когда оно находится под горизонтом (до 4—5°). Эффект хорошо виден при освещении гор, но его также можно наблюдать на освещённых облаках.
В русском языке иногда также используется термин «горение Альп».

## Описание
«Альпийское сияние» — понятие довольно широкое, оно может относиться либо к непрямому солнечному свету, отражающемуся от облаков после заката солнца или незадолго до восхода, либо к прямому солнечному свету, который появляется на закате или восходе солнца.

### Отражённый солнечный свет
Когда Солнце находится за горизонтом, у солнечного света нет прямого пути к горе. В отличие от прямого солнечного света на восходе или закате, свет, вызывающий альпийское свечение, отражается от атмосферных осадков, кристаллов льда или твёрдых частиц в нижних слоях атмосферы; именно по этим условиям прямой солнечный свет на восходе или закате отличается от собственно альпийского сияния.
Этот термин часто относят к любому свету восхода или заката, отражённому от гор или облаков (см. также раздел «прямой солнечный свет» ниже), однако альпийское сияние в строгом смысле слова — это не прямой солнечный свет, и оно видно только вскоре после захода солнца или прямо перед восходом.
После захода солнца, если горы отсутствуют, аэрозоли в восточной части небосклона могут быть схожим образом освещены оставшимся рассеянным красноватым светом над краем тени Земли. Этот обратно рассеянный свет создаёт розоватую полосу, противоположную направлению Солнца, которая называется поясом Венеры.

### Прямой солнечный свет
Другие источники определяют альпийское сияние как розовый или красноватый свет заходящего или восходящего Солнца некоторые предполагают, что необходимо чистое небо (как показано на фотографии горы Форбс в начале статьи).